# Angelo Beltaro
Angelo Beltaro (Vercelli, 25 marzo 1906 – Vercelli, 16 settembre 1995) è stato un calciatore italiano, di ruolo difensore.

## Caratteristiche tecniche
Giocò nel ruolo di terzino destro.

## Carriera
Giocò in Serie A con la Pro Vercelli. Militò poi nel Catania e nel Parma.
Morì nel 1995, a 89 anni.